# Rasno, Sjenica
Rasno (izvirno srbsko Расно) je naselje v Srbiji, ki upravno spada pod Občino Sjenica; slednja pa je del Zlatiborskega upravnega okraja.

## Demografija
V naselju živi 290 polnoletnih prebivalcev, pri čemer je njihova povprečna starost 33,4 let (32,9 pri moških in 33,9 pri ženskah). Naselje ima 84 gospodinjstev, pri čemer je povprečno število članov na gospodinjstvo 4,77.
|  |

| Demografija | Demografija     | Demografija     |
| Leto        | Št. prebivalcev | Št. prebivalcev |
| ----------- | --------------- | --------------- |
|             |                 |                 |
|             |                 |                 |
|             |                 |                 |
|             |                 |                 |
| 1948        | 594             |                 |
| 1953        | 653             |                 |
| 1961        | 643             |                 |
| 1971        | 517             |                 |
| 1981        | 538             |                 |
| 1991        | 512             | 510             |
| 2002        | 553             | 401             |
|             |                 |                 |

| Etnična sestava po popisu iz leta 2002 | Etnična sestava po popisu iz leta 2002 | Etnična sestava po popisu iz leta 2002 | Etnična sestava po popisu iz leta 2002 | Etnična sestava po popisu iz leta 2002 |
| -------------------------------------- | -------------------------------------- | -------------------------------------- | -------------------------------------- | -------------------------------------- |
| Bošnjaki                               | Bošnjaki                               |                                        | 390                                    | 97,25%                                 |
| Muslimani                              | Muslimani                              |                                        | 1                                      | 0,24%                                  |
| Albanci                                | Albanci                                |                                        | 1                                      | 0,24%                                  |
| Neznano                                | Neznano                                |                                        | 9                                      | 2,24%                                  |